# Аше (музика)
Аше (порт. axé) бразилска је народна музика, поријеклом из Салвадора, у држави Баија. Сама ријеч представља ритуални поздрав и значи добре вибрације и користи се у религијама Candomblé и Umbanda.
У почетку је овај израз представљао увреду, у намјери да се укаже на очиту претјераност у свему, од самих инструмената до музике. Међутим, у карневалском Бразилу, а нарочито Баији, све је у некој мјери претјерано. Временом, је сва музика која је долазила из Салвадора носила етикету аше. Аше је прилично млад музички правац и почиње почетком 90-их година 20. вијека, али брзо стиче популарност у Бразилу.
Основе аше музике су у баијанској гитари (guitarra baiana), стилу свирања гитаре за фрево (разни музички стилови са карневала у Пернамбуку). Овај стил је био стриктно инструментални до седамдесетих година 20. вијека, када су се појавили Novos Baianos, који су пјевали уз гитаро бајано.
Карневалски бендови, затим спајају фрево са ритмовима самбе, маракатуа, афричког ижеша и карипске меренге. Од 1992. године, аше дефинитифно постаје бразилски мејнстрим. Најпознатији бендови који свирају ову врсту музике су: Banda Cheiro de Amor, Банда Ева, Bandamel, Asa de Águia, Babado Novo и Chiclete com Banana, а најпознатији пјевачи, тачније пјевачице су Данијела Меркури и Ивет Сангало